# Pierre de Craon le Grand
Pour les articles homonymes, voir Pierre de Craon.
Pierre de Craon (vers 1345- 1409), seigneur de la Ferté-Bernard par son père, et de Sablé et Précigné par acquisition, fils de Guillaume Ier de Craon surnommé le Grand, vicomte de Châteaudun, et frère puîné de Guillaume II (deuxième Maison de Craon, issue au XIe siècle des comtes de Nevers : cf. Robert le Bourguignon).

## Biographie
Il s'attacha au duc d'Anjou, qui marchait en 1384 à la conquête de royaume de Naples. Ce prince n'avait pu retenir la multitude de guerriers qui suivaient sa fortune, qu'en épuisant son immense trésor formé des dépouilles de la France. Il dépêcha vers son épouse Craon, qui en reçut des sommes considérables, et qui, au lieu de les porter au duc d'Anjou, les dépensa follement à Venise, dans le jeu et la débauche, tandis que l'armée française était assiégée par la famine et par les maladies.
L'infidélité de Craon mit le comble aux malheurs du duc d'Anjou, qui mourut de chagrin. Telle fut l'issue d'une expédition que de longs désastres suivirent, et lorsque chefs et soldats revenaient d'Italie, un bâton à la main et demandant l'aumône, le sire de Craon osait reparaître à la cour avec un train magnifique. Le duc de Berry voyant entrer au conseil, s'écria, transporté de fureur : « Ah ! faux traître, mauvais et déloyal, tu es cause de la mort de mon frère. Prenez-le, et que justice en soit faite. » Mais personne ne s'avança pour exécuter cet ordre, et Craon se hâta de disparaître.
Cependant, il semblerait que Pierre de Craon ait été fait prisonnier pendant toute l'année 1384 par la principauté de Raguse et libéré seulement en avril 1385. On ne voit pas trop à quel moment il aurait pu aller à Venise dépenser ces sommes considérables.
Son crédit et ses richesses le sauvèrent. Il avait su gagner la faveur de Louis, depuis duc d'Orléans, frère cadet de Charles VI et neveu de Louis Ier d'Anjou et de Jean Ier de Berry. Fort de cet appui, il reparut à la cour et la remplit d'intrigues. Il entretenait de secrètes intelligences avec Jean IV, duc de Bretagne, son parent, et cherchait à perdre le connétable de Clisson (Olivier V de Clisson ; arrière-petit-fils de Maurice V de Craon : cf. l'article Amaury Ier<Maurice V), sans avoir contre lui d'autre sujet de haine que sa réputation et son autorité.
Tout à coup, Craon fut chassé de la cour (1391), sans qu'on daignât même lui faire connaître la cause de sa disgrâce. C'était Louis, frère du roi, qui avait demandé l'exil de ce dangereux confident, pour le punir d'avoir révélé à Valentine de Milan, son épouse, une liaison galante qu'il entretenait avec une autre dame. Craon se retira en Bretagne. Le duc, qui haïssait le connétable, le représenta comme ayant seul provoqué le malheur de Craon. Celui-ci le crut, et jura de se venger.
Tandis que la cour n'était occupée que de fêtes et de plaisirs, il fit introduire secrètement dans Paris des armes et une troupe d'aventuriers qui lui étaient dévoués. Il pénétra lui-même mystérieusement dans cette ville, et le 14 juin 1392, lorsque le connétable revenait à une heure après minuit de l'Hôtel Saint-Pol, où le roi tenait sa cour, le sire de Craon et sa troupe à cheval l'attendirent dans la rue de la Culture-Sainte-Catherine, se mêlèrent parmi ses gens, et éteignirent les flambeaux qu'ils portaient. Clisson crut d'abord que c'était une plaisanterie du duc d'Orléans ; mais Craon ne le laissa pas longtemps dans cette erreur, et lui cria d'une voix terrible : « À mort, à mort Clisson, cy vous faut mourir. - Qui es-tu, dit le connectable ? - Je suis Pierre de Craon, vostre ennemi. Vous m'avez tant de fois courroucé, que cy le vous faut amender.»
Clisson n'avait avec lui que huit de ses gens qui n'étaient point armés et qui se dispersèrent. Il portait sous son habit une cotte de mailles, et se défendait en héros, quand un grand coup d'épée, le précipitant de son cheval, le fit tomber contre la porte d'un boulanger qui n'était point tout à fait close et que sa chute acheva d'ouvrir. Craon le voyant sans connaissance et baigné dans son sang, le crut mort, et, sans mettre pied à terre, ne songea plus qu'à se sauver (deuxième attentat perpétré contre Clisson, après celui de juin 1387).
Le prévôt de Paris fut mandé sur-le-champ par le roi, et reçut ordre de le poursuivre, ainsi que ses complices. Craon arriva à Chartres à huit heures du matin. Vingt chevaux l'attendaient, et il gagna son château de Sablé. Cependant un de ses écuyers et un de ses pages furent arrêtés, décapités aux halles et pendus au gibet. Le concierge de l'hôtel de Craon eut la tête tranchée pour n'avoir pas dénoncé l'arrivée de son maître à Paris, et un chanoine de Chartres, chez qui Craon avait logé, fut privé de ses bénéfices, et condamné à une prison perpétuelle. Tous les biens de Craon furent confisqués. Son hôtel particulier, situé rue du Bourg-Tibourg, fut rasé et l'emplacement donné à la paroisse Saint-Jean-en-Grève, pour être converti en cimetière. La rue qui bordait l'hôtel, et qui portait le nom de Craon, prit celui des Mauvais-Garçons. Son château de Porchefontaine fut détruit « rez de pied et rez terre ». Craon ne se croyant pas en sûreté dans sa forteresse de Sablé, se retira auprès du duc de Bretagne, qui lui dit : « Vous êtes un chétif, quand vous n'avez pu occire un homme duquel votis estiés au-dessus. Vous avez fait deux fautes, la première de l'avoir attaqué ; la seconde, de l'avoir manqué. - C'est bien diabolique chose, répartit Craon ; je crois que tous les dyables d'enfer, à qui il est, l'ont gardé et délivré des mains de moy et de mes gens, car il y eut sur lui lancé et gecté plus de' soixante coups d'espée et de cousteaux ; et quand il chut de son cheval, en bonne vérité je cuydois qu'il fut mort ».
Charles VI, animé par le connétable et par ses partisans, résolut de porter la guerre en Bretagne, parce que le duc de Bretagne (Jean IV de Bretagne) refusait de lui livrer Craon, et protestait ne savoir ni vouloir rien savoir du lieu où il était caché. Le rendez-vous de l'armée royale fut donné au Mans. On sait que, traversant une forêt voisine, Charles VI tomba en démence (août 1392). Les ducs de Berry (Jean de Berry) et de Bourgogne (Philippe le Hardi) prirent les rênes du gouvernement, et ce dernier commença par se déclarer contre Olivier V de Clisson faisant même signer au roi l'ordre de l'arrêter. Pendant ce temps, Pierre de Craon s'était réfugié à Barcelone - dès le 5 juillet selon Froissart, dans l'espoir de partir pour Jérusalem. Il fut mis en prison par la reine d'Aragon (Yolande de Bar) mais s'échappa vraisemblablement en décembre 1392, revint en Bretagne où le duc Jean, dès le mois de février 1393, « le mis à la tête d'un des corps d'armée chargés d'assiéger la place-forte de Josselin, appartenant à Clisson ». Une autre version sur la fuite de Pierre de Craon est portée par l'historien André Commard de Puylorson. Ce dernier, en retraçant les origines de sa famille, mentionne que le duc de Bretagne demanda à Johan Commart, son allié fidèle, d'héberger Pierre de Craon dans son château situé à Ploubalay. Cependant, le roi de France fit suffisamment pression sur Jean IV pour que Johan décida d'envoyer son fils Urbain Commart accompagner Pierre de Craon à Noirmoutier, en faisant croire à sa fuite à Barcelone. Cet exil sur cette île de Vendée, pourtant sous domination d'Olivier de Clisson, est expliqué par l'auteur au travers des liens familiaux. En effet, la cousine de Pierre de Craon, Marie de Sully, était l'épouse de Guy IV de la Trémoille qui, lui, était duc de Noirmoutier, pouvant donc légitimer son hospitalité ainsi que cette théorie,.
Clisson signa par la suite (1395) une suspension d'armes avec le duc de Bretagne, et s'exprima en ces termes : « Voulons que toutes voyes da faits cessent, excepté envers ce mauvais Pierre de Craon, etc. » Craon traîna pendant quelques années une vie errante, pour dérober sa tête à la sévérité des lois. Il était secrètement protégé par les ducs de Bourgogne et de Bretagne, même s'ils le méprisaient. Craignant les suites de son crime, il se mit sous la sauvegarde de Richard II, roi d'Angleterre, rendit hommage à ce monarque qui lui assigna une pension, et obtint sa grâce en 1396.
Alors, il reparut à la cour ; mais désormais à l'abri des poursuites pour l'assassinat du connétable, il ne put être garanti de celles que faisait la reine de Sicile, pour obtenir la restitution des sommes qu'elle lui avait confiées pendant l'expédition de Naples, et le Parlement de Paris le condamna au paiement de 400 000 livres. Craon fut arrêté et conduit à la Tour du Louvre, mais il y resta peu de temps ; et, par l'intervention de la reine d'Angleterre et de la duchesse de Bourgogne, cette affaire fut terminée par un accommodement. Les malheurs de Craon l'avaient fait rentrer en lui-même.
Des moines ayant été condamnés à mort, comme sorciers et convaincus d'avoir jeté un sort sur Charles VI, le sire de Craon obtint qu'il serait désormais accordé des confesseurs aux criminels condamnés, ce qui n'avait point lieu auparavant (voir les Ordonnances de Fontanon). Craon faisait alors une pénitence volontaire de ses crimes. Il fit élever auprès du gibet de Paris une croix de pierre avec ses armes. C'était au pied de cette croix que se confessaient les criminels avant leur exécution.
Craon légua aux cordeliers une somme d'argent en les chargeant à perpétuité de cette œuvre de miséricorde. Les historiens de France et de Bretagne ne font point connaître l'époque de la mort de Craon, probablement en 1409.
- Sa baronnie de La Ferté-Bernard, venue de son père Guillaume le Grand, lui fut confisquée vers 1392/93 en punition de son attentat contre Clisson. Pour la même raison, ses baronnies de Sablé et Précigné, achetées en 1390 sur le duc d'Anjou Louis II (ou plus précisément la duchesse régente Marie de Blois) durent être cédées — sans doute à titre de sauvegarde pour éviter d'être saisies par jugement de cour, comme une sorte de fidéicommis — au duc Jean IV de Bretagne dès 1392. Mais Pierre, aux finances obérées, ne put jamais récupérer ses biens qui, pour Sablé et Précigné, avaient appartenu à ses ancêtres paternels.
- Il avait épousé Jeanne de Châtillon-Porcien-Pontarci, dame de Rozoy, fille de Marie de Coucy-Meaux (fille d'Enguerrand de Coucy, lui-même fils cadet d'Enguerrand V) et de Gaucher de Châtillon, fils d'Hugues de Châtillon, lui-même fils cadet du connétable Gaucher V.
  - Leur fils Antoine de Craon sire de Beauverger-en-Vermandois (par achat en 1404 ; à Oisy ?), né vers 1369, conseiller-chambellan de Charles VI et de Jean sans Peur, Grand panetier de 1411 à 1413, gouverneur de Soissons en 1413, périt à la bataille d'Azincourt en 1415. Il avait épousé en 1405 Jeanne fille de Thierry de Hondschoote, d'où Marie qui x sans postérité Charles d'Estouteville-Villebon, fils de Jeannet et de Michelle d'Estouteville.
  - Leur fille Jeanne de Craon, † 1421, épousa 1° Ingelger II d'Amboise vicomte de Thouars (fils d'Ingelger Ier), puis 2° Pierre de Beauvau : d'où 1° la suite des sires d'Amboise, vicomtes de Thouars, princes de Talmond ; et 2° la maison de Beauvau-Craon. Son fils aîné Louis de Beauvau eut une fille, Isabelle de Beauvau dame de La Roche et Champigny, qui épousa Jean VIII de Bourbon-Vendôme : ce sont de lointains ancêtres d'Henri IV.

(Remarque 1 : à titre de curiosité généalogique, le Vert-Galant descendait de nombreuses fois des Craon, par exemple de la branche aînée par Marie de Sully — femme en deuxièmes noces du connétable d'Albret : Jeanne d'Albret, mère d'Henri IV, est dans leur postérité — fille d'Isabelle de Craon, elle-même fille de Maurice VII et petite-fille d'Amaury III de Craon ; ou par... Olivier de Clisson, descendant de Maurice V comme dit plus haut, et qui figure dans les ancêtres des Rohan, donc des Valois-Angoulême, donc de Marguerite de Valois de Navarre, grand-mère du Béarnais ; ou par Marie de Châtelais, fille de Maurice V de Craon et femme de Robert II de Brienne de Beaumont : les d'Alençon puis les Bourbon-Vendôme en descendent ; ou par Avoise de Craon fille de Maurice II, x Guy V de Laval : Henri IV descend au moins deux fois de ce couple qui prend place dans les ancêtres des Bourbon-Vendôme ; ou par la sœur de Maurice II, Marquise de Craon, qui marie Hugues de La Guerche : les Alençon en descendent, donc les Bourbon-Vendôme ; ou encore par trois enfants de Robert le Bourguignon, fondateur de la deuxième Maison de Craon : Renaud de Craon, Robert II de Sablé, Burgonde de Château-Gontier...).
(Remarque 2 : sa fille Jeanne de Craon est souvent dite par erreur fille de son oncle Pierre Ier de Craon-La Suze x sa 2e femme Catherine de Machecoul).